# Chiquito de la Calzada
Pour les articles homonymes, voir Sánchez, Fernández et Calzada.
Gregorio Sánchez Fernández, dit Chiquito de la Calzada (Le Tout Petit de la Chaussée), né à Malaga le 28 mai 1932 et mort dans la même ville le 11 novembre 2017, est un humoriste, chanteur de flamenco et comédien espagnol.

## Biographie
Son surnom provient du quartier où il est né, la « Calzada de La Trinidad (es) », « la Chaussée de la Trinité » à Malaga.
Il commence comme chanteur de flamenco à l'âge de 8 ans et travaille dans différents théâtres et salles de spectacles en Espagne et au Japon jusqu'à ce qu'il participe au programme télévisé humoristique Genio y figura (Antena 3) en 1994. Il devient un personnage très populaire et imité grâce à ses « modifications » linguistiques.
Il meurt le 11 novembre 2017 à Malaga des suites d'une angine de poitrine.
En décembre 2017, il reçoit la médaille d'or du mérite des beaux-arts à titre posthume.

## Filmographie
- Aquí llega Condemor, el pecador de la pradera, 1996
- Brácula: Condemor II, 1997
- Señor alcalde, TV, 1998
- Papá Piquillo, 1998
- El oro de Moscú, 2002
- Franky Banderas, 2003
- Spanish Movie, 2009.